# Tampografie

## Tampografia
Tampografia este procedeul de personalizare care permite inscripționarea unei game foarte variate de obiecte cu ajutorul unui tampograf și prin intermediul unui tampon de silicon. Atuul definitoriu al tampografiei este posibilitatea de imprimare pe suprafețe curbe sau neregulate. Procedeul de personalizare permite inscriptionarea unei game foarte variate de obiecte.

## Istoric
Formele de inceput ale tampografiei au aparut in urma cu mai multe secole, dar abia în secolul XX tehnica a fost perfecționată și a devenit adecvată producției în masă. Prima etapă de dezvoltare s-a desfășurat în timpul celui de-al doilea război mondial, apoi o a doua etapă a avut loc în anii '60 și la începutul anilor '70, cand tehnicile s-au modernizat și procedeul a devenit cu adevarat viabil. 
Astăzi, tampografia este folosită în industria publicitară și nu numai, fiind utilă datorită faptului că ea se aplică aproape pe orice fel de obiecte care nu au o suprafață plană.

## Aplicabilitate
Tampografia este utilă pentru aplicare pe: 
```
Obiecte metalice, 
Obiecte din lemn, 
Obiecte din ceramica și sticlă, 
Obiecte din material plastic etc.
```

## See also
- Serigrafie

## References
1. ↑  „Tampografia”. 360promo.ro. Arhivat din original la 10 mai 2016. Accesat în 12 mai 2016.